# Лау, Ютта
Ютта Лау (нем. Jutta Lau; род. 28 сентября 1955, Вустермарк) — немецкая гребчиха, выступавшая за сборную ГДР в 1970-х годах. Двукратная олимпийская чемпионка, трёхкратная чемпионка мира, победительница многих регат национального и международного значения. Также известна как тренер по академической гребле.

## Биография
Ютта Лау родилась 28 сентября 1955 года в коммуне Вустермарк, ГДР. Проходила подготовку в Потсдаме в спортивном клубе «Динамо».
Первого серьёзного успеха на международном уровне добилась в сезоне 1974 года, когда вошла в основной состав восточногерманской национальной сборной и побывала на чемпионате мира в Люцерне, откуда привезла награду золотого достоинства, выигранную в зачёте парных рулевых четвёрок.
В 1975 году на мировом первенстве в Ноттингеме вновь была лучшей в той же дисциплине.
Благодаря череде удачных выступлений удостоилась права защищать честь страны на летних Олимпийских играх 1976 года в Монреале — в составе команды, куда также вошли гребчихи Анке Борхман, Виола Полай, Росвита Цобельт и Лиане Вайгельт, заняла первое место в парных рулевых четвёрках и стала таким образом олимпийской чемпионкой.
После монреальской Олимпиады Лау осталась в составе гребной команды ГДР и продолжила принимать участие в крупнейших международных регатах. Так, в 1978 году она стартовала на мировом первенстве в Карапиро, но попасть в число призёров не смогла, показав в своей дисциплине четвёртый результат.
В 1979 году завоевала золотую медаль в парных рулевых четвёрках на чемпионате мира в Бледе.
Находясь в числе лидеров восточногерманской гребной сборной, благополучно прошла отбор на Олимпийские игры 1980 года в Москве — здесь совместно с Сибиллой Райнхардт, Юттой Плох, Росвитой Цобельт и рулевой Лиане Бур вновь одержала победу в четвёрках парных, став таким образом двукратной олимпийской чемпионкой.
За выдающиеся спортивные достижения награждалась орденом «За заслуги перед Отечеством» в бронзе (1974), серебре (1976) и золоте (1980). Кавалер ордена «Знамя Труда» I класса (1988).
Завершив спортивную карьеру сразу после московской Олимпиады, впоследствии Ютта Лау в течение многих лет работала тренером по парной академической гребле в немецкой национальной сборной, в частности готовила команду к нескольким Олимпийским играм. В 2001 году Международной федерацией гребного спорта была признана лучшим тренером.